# Unai García Lugea
Unai García Lugea (Ezcároz, 3 settembre 1992) è un calciatore spagnolo, difensore del Panaitōlikos.

## Biografia
Ha un fratello minore, Imanol, anch'egli calciatore.

## Carriera

### Club
Cresciuto nelle giovanili dell'Osasuna, il 1º giugno 2013 debutta in Liga nella sconfitta per 2-4 contro il Real Madrid.
A causa del poco spazio in squadra, il 28 gennaio 2015, viene acquistato a titolo temporaneo dal Tudelano. Al suo ritorno dal prestito, trova più spazio, venendo utilizzato spesso dall'allenatore Enrique Martín Monreal e riuscendo, il 15 novembre 2015, a segnare la prima rete da protagonista nella vittoria casalinga per 2-1 contro il Maiorca.

## Statistiche

### Presenze e reti nei club
Statistiche aggiornate al 10 settembre 2024.
| Stagione        | Squadra         | Campionato | Campionato | Campionato | Coppe nazionali | Coppe nazionali | Coppe nazionali | Coppe continentali | Coppe continentali | Coppe continentali | Altre coppe | Altre coppe | Altre coppe | Totale | Totale | Totale |
| Stagione        | Squadra         | Comp       | Pres       | Reti       | Comp            | Pres            | Reti            | Comp               | Pres               | Reti               | Comp        | Pres        | Reti        | Pres   | Reti   |        |
| --------------- | --------------- | ---------- | ---------- | ---------- | --------------- | --------------- | --------------- | ------------------ | ------------------ | ------------------ | ----------- | ----------- | ----------- | ------ | ------ | ------ |
| 2012-2013       | Osasuna         | PD         | 1          | 0          | CR              | 0               | 0               |                    | -                  | -                  |             | -           | -           | 1      | 0      |        |
| 2014-gen. 2015  | Osasuna         | SD         | 2          | 0          | CR              | 1               | 0               |                    | -                  | -                  |             | -           | -           | 3      | 0      |        |
| gen.-giu. 2015  | Tudelano        | SDB        | 16         | 2          |                 | -               | -               |                    | -                  | -                  |             | -           | -           | 16     | 2      |        |
| 2015-2016       | Osasuna         | SD         | 29         | 2          | CR              | 1               | 0               |                    | -                  | -                  |             | -           | -           | 30     | 2      |        |
| 2016-2017       | Osasuna         | PD         | 22         | 0          | CR              | 2               | 0               |                    | -                  | -                  |             | -           | -           | 24     | 0      |        |
| 2017-2018       | Osasuna         | SD         | 30         | 4          | CR              | 1               | 0               |                    | -                  | -                  |             | -           | -           | 31     | 4      |        |
| 2018-2019       | Osasuna         | SD         | 37         | 3          | CR              | 0               | 0               |                    | -                  | -                  |             | -           | -           | 37     | 3      |        |
| 2019-2020       | Osasuna         | PD         | 8          | 1          | CR              | 4               | 0               |                    | -                  | -                  |             | -           | -           | 12     | 1      |        |
| 2020-2021       | Osasuna         | PD         | 17         | 0          | CR              | 4               | 0               |                    | -                  | -                  |             | -           | -           | 21     | 0      |        |
| 2021-2022       | Osasuna         | PD         | 18         | 0          | CR              | 1               | 0               |                    | -                  | -                  |             | -           | -           | 19     | 0      |        |
| 2022-2023       | Osasuna         | PD         | 21         | 0          | CR              | 2               | 0               |                    | -                  | -                  |             | -           | -           | 23     | 0      |        |
| 2023-2024       | Osasuna         | PD         | 9          | 1          | CR              | 0               | 0               | UECL               | 0                  | 0                  | SS          | 0           | 0           | 9      | 1      |        |
| 2024-2025       | Osasuna         | PD         | 0          | 0          | CR              | 0               | 0               |                    | -                  | -                  |             | -           | -           | 0      | 0      |        |
| Totale Osasuna  | Totale Osasuna  |            | 194        | 11         |                 | 16              | 0               |                    | 0                  | 0                  |             | 0           | 0           | 210    | 11     |        |
| Totale carriera | Totale carriera |            | 210        | 13         |                 | 16              | 0               |                    | 0                  | 0                  |             | 0           | 0           | 226    | 13     |        |